# König (Spielkarte)

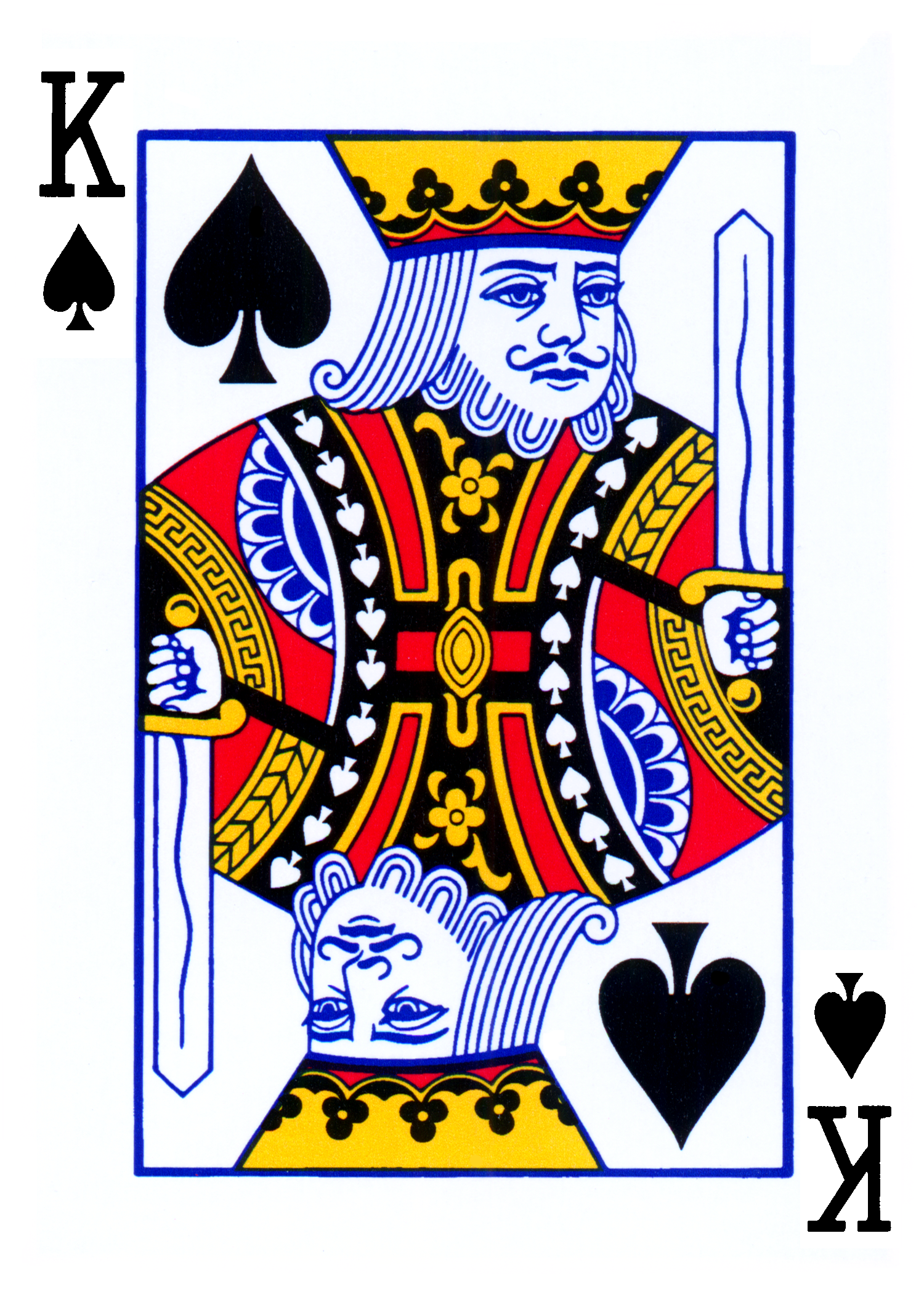
Der Pik-König im anglo-amerikanischen Blatt

Der König ist ein Kartenwert einer Spielkarte, die in vielen verschiedenen Kartenblättern auftaucht, auf der meist ein Herrscher mit Krone (und weiteren königlichen Symbolen) abgebildet ist. Abgekürzt wird sie mit dem Anfangsbuchstaben der Sprache, die für die jeweilige Ausgabe genutzt wird. Also „K“ für König im deutschsprachigen Bereich und ebenso für king im anglo-amerikanischen Blatt. Beim »französischen Blatt« mit französischer Beschriftung steht „R“ für Roi, im niederländischen Blatt steht "H" für Heer.
Im deutschen Blatt taucht der König ebenfalls auf.
| Deutsches Blatt        | König         | Ober     | Unter                  |
| Französisches Blatt    | König (R Roi) | Dame (D) | Bube (V Valet, Diener) |
| “Amerikanisches Blatt” | King          | Queen    | Jack (zuvor knave)     |

In vielen Spielen ist der König die zweithöchste Karte, in anderen (etwa im Skat oder im Binokel) ist er weniger wert als eine Zehn.
In dem Spiel Rommé kann man zum Bsp. 10-Bube-Dame-König auslegen, oder man legt König-Ass-2 aus.
Der König ist im Kartenspiel Poker noch vor der Dame und hinter dem Ass die zweitbeste Spielkarte, es gibt somit 11 schlechtere Spielkarten.